# 克里斯滕森山 (阿蒙森海岸)
克里斯滕森山（英語：Mount Kristensen），是南極洲的山峰，位於阿蒙森海岸，處於林德斯特勒姆峰東南面4公里的尼爾森高原西部，屬於毛德王后山脈的一部分，海拔高度3,460米，現時由南極條約體系管理。